# امیرآباد (فاروج)
امیرآباد روستایی در دهستان سنگر بخش مرکزی شهرستان فاروج استان خراسان شمالی ایران است. مردم روستای امیرآباد به زبان ترکی خراسانی سخن می‌گویند. شغل اهالی بیشتر کشاورزی و دامداری و محصول عمده آن ها گردو و بادام است.

## جمعیت
بر پایه سرشماری عمومی نفوس و مسکن در سال ۱۳۹۵ جمعیت این مکان ۳۲۵ نفر (۹۷خانوار) بوده‌است.